# الخرابة (ذي السفال)

تعديل مصدري - تعديل

الخرابة هي إحدى قرى عزلة وادي ضباء بمديرية ذي السفال التابعة لمحافظة إب، بلغ تعداد سكانها 1082 نسمة حسب تعداد اليمن لعام 2004.
تقرير لمقطع فيديو مقتطف عن قرية الخرابة (المعمورة)